# 노태돈
노태돈(盧泰敦, 1949년 8월 15일~)은 대한민국의 사학자이자 대학교수이다. 2014년에 정년퇴임 하였고, 서울대학교 국사학과 명예교수이다. 서울대학교 인문대학 국사학과 교수, 역사연구소 소장, 규장각한국학연구원장, 한국고대사학회 회장 등을 역임했다.

## 학력
- 서울대학교 문리과대학 국사학과 문학사
- 서울대학교 대학원 사학과 국사학전공 문학석사
- 서울대학교 대학원 사학과 국사학전공 문학박사

## 경력
- 서울대학교 인문대학 국사학과 교수
- 계명대학교 인문대학 사학과 조교수
- 한국사연구회 회장
- 한국고대사학회 회장
- 하버드 대학교 옌칭연구소 객원 연구원
- 브리티시컬럼비아 대학교 객원교수
- 옌볜 대학 겸임교수
- 서울대학교 역사연구소 소장
- 서울대학교 규장각 한국학연구원 원장

## 저서

### 단독 저서
- 《한국사를 통해 본 우리와 세계에 대한 인식》, 풀빛, 1998
- 《고구려사연구》, 사계절, 1999
- 《예빈도에 보인 고구려》, 서울대학교출판부, 2003
- 《한국고대사의 이론과 쟁점》, 집문당, 2009
- 《삼국통일전쟁사》, 서울대학교출판부, 2009
- 《한국고대사》, 경세원, 2014
- 《고구려 발해사 연구》, 지식산업사, 2020

### 공저
- 《한길역사강좌 12 : 한국고대사론》, 한길사, 1986
- 《한국사특강》, 서울대학교출판부, 1990
- 《현대한국사학과 사관》, 일조각, 1991
- 《역주 한국고대금석문》, 가락국사적개발연구원, 1992
- 《단군 그 이해와 자료》, 서울대학교출판부, 1994
- 《시민을 위한 한국역사》, 창비, 1997
- 《단군과 고조선사》, 사계절, 2000
- 《한반도와 만주의 역사 문화》, 서울대학교출판부, 2003
- 《전쟁과 동북아의 국제질서》, 일조각, 2006
- 《12시간의 통일 이야기》, 민음사, 2011

## 수상
- 월봉저작상(2010년, 제35회)
- 서울대학교 학술연구상(2013년, 제5회)